# Martin Záhorovský
Martin Záhorovský (* 9. února 1981) je bývalý český lední hokejista hrající na postu útočníka. V mládí nastupoval za juniory Zlína. Do extraligy, tedy nejvyšší soutěže v ledním hokeji v České republice, pronikl v sezóně 1999/2000, kdy k jednomu utkání nastoupil za zlínské Hamé. V téže sezóně ale nastupoval také za druholigové Uherské Hradiště. V následující sezóně opět nastupoval za zlínské juniory, celek z Uherského Hradiště a jedno utkání odehrál též za „A“ mužstvo Zlína. V sezóně 2001/2002 hrál utkání opět za zlínské juniory i tamní „A“ mužstvo, ale 8 utkání odehrál též za Spartak Pelhřimov. V další sezóně – tedy 2002/2003 – již nehrál za juniory, ale vedle Zlínského mužstva odehrál zápasy také za HC Hvězdu Brno, HC VČE Hradec Králové a LHK Jestřábi Prostějov. Od následující sezóny již hrál pouze za „A“ mužstvo Zlína, v jehož barvách se také účastnil utkání se Spartou, během něhož bylo rozhodčími uděleno 439 trestných minut. V průběhu sezóny 2010/2011 přestoupil ze Zlína do Hradce Králové a za ten nastupoval i v další sezóně, po níž ukončil profesionální hráčskou kariéru.
K osmi utkáním nastoupil za českou reprezentaci do 20 let (do nominace na mistrovství světa se však nedostal) a sehrál i dvě přípravná utkání za českou reprezentaci.